# Uvaria larep
Uvaria larep är en kirimojaväxtart som beskrevs av Friedrich Anton Wilhelm Miquel. Uvaria larep ingår i släktet Uvaria och familjen kirimojaväxter. Inga underarter finns listade i Catalogue of Life.